# المعهد الألباني في بريشتينا
المعهد الألباني في بريشتينا (بالألبانية: Instituti Albanologjik i Prishtinës)‏، هو معهد في بريشتينا في كوسوفو يهتم بدراسة العادات والتقاليد واللغة والثقافة الألبانية والتاريخ الألباني وكل المواضيع المُتعلقة بعرقية الألبان. تأسس المعهد في 1 يونيو 1953.